# Bio-polietileno
El bio-polietileno (o también conocido como polietileno renovable) está hecho de etanol, que se convierte de etileno después de un proceso de deshidratación. Se puede hacer de diversas materias primas como la caña de azúcar, remolacha azucarera y trigo en grano.
El producto final (de polietileno) es idéntico al derivado de petróleo y gas natural, por lo tanto mantiene las propiedades físicas para su transformación en productos de plástico y también mantiene sus propiedades de reciclado. Fue la compañía Dow Chemical la primera en anunciar polímeros plásticos a partir de etanol en asociación con la empresa Crystalsev de Brasil. El nuevo polo fabril dice que tiene previsto producir 770 millones libras por año de LLDPE renovable (polietileno lineal de baja densidad). El polo fabril inició su construcción en 2008 y preeve estar finalizado en 2011. La cantidad de etanol necesaria para hacer una tonelada métrica de polietileno es de aproximadamente 2 toneladas métricas de etanol, ya que la mitad de su peso es agua. 
Uno de los principales beneficios ambientales de este proyecto será la captura de unos 2 kg de CO2 por kg de polietileno producido, resultando del2 absorbido por la caña de azúcar durante su crecimiento menos el emitido durante del proceso de producción. Más de680sT  de CO2 al año se elimina de la atmósfera, lo que equivale a las emisiones fósiles de 1.400.000 ciudadanos brasileños (de acuerdo con el "Carbon Dioxide Information Analysis Center"  en 2004) o el 5% de todos los equivalentes de la ciudad de San Pablo las emisiones (de acuerdo con el municipio de San Pablo y el Inventario de Emisiones GEI o "Inventario de Gases de Emissões de Efeito Estufa del Municipio de São Paulo" en 2005). 

## Producción
Braskem y Toyota Tsusho Corporation iniciaron actividades de mercadeo conjuntas para producir polietileno verde (green polyethylene) a partir de azúcar de caña. Braskem fue la encargada de construir una nueva planta fabril en Brasil en la ciudad de Triunfo en Río Grande do Sul con una capacidad anual de producción de 200 T, y podría producir Polietileno de Alta Densidad (High Density Polyethylene - HDPE) y polietileno de baja densidad (Low Density Polyethylene - LDPE) a partir de bioetanol.